# Östra centrum
Östra centrum (finska Itäkeskus) är ett delområde i stadsdelen Botby i Helsingfors stad med ett stort shoppingcentrum och en metrostation.  
Östra centrum som delområde har byggts sedan 1970-talet. Citymarket öppnade sina dörrar år 1977 och år 1984 öppnade köpcentret, som blivit Nordens största inomhusköpcentrum räknat i antal butiker. 
Från Östra centrum utgår många busslinjer och här korsar även Ring I:an Österleden (Regionalväg 170). Korsningen är trafikljusstyrd och stockas vid rusningstid. Man planerar en planskild lösning, men staten har inte anvisat budgetmedel för projektet. 

## Köpcentrum Itis
I stadsdelen ligger köpcentret Itis, tidigare kallat Östra centrum/Itäkeskus. 

## Metrostation Östra centrum
Östra centrum är beläget ca 10 km öster om Helsingfors centrum. Här delar sig metrolinjen inifrån centrum mot de båda slutstationerna Mellungsbacka respektive Nordsjö.

## Bilder från Östra centrum

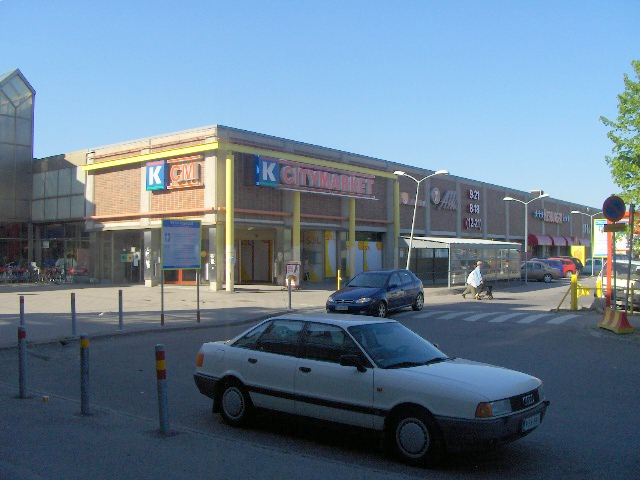
Hypermarketen Citymarket.
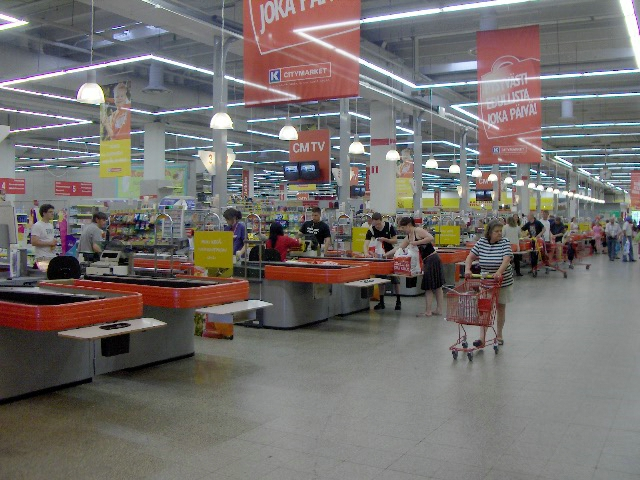
Hypermarketen Citymarket.
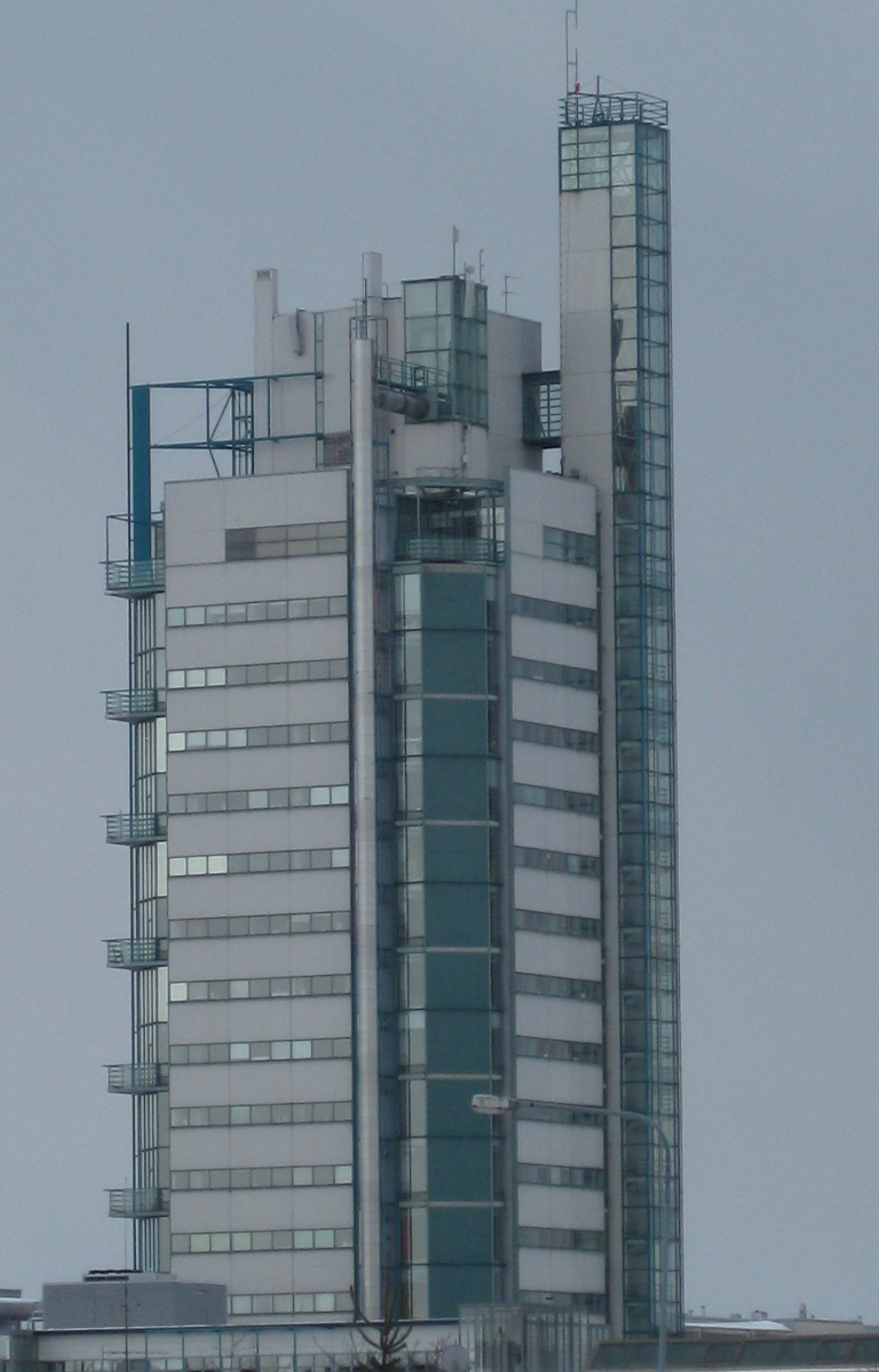
Östra centrums landmärke.
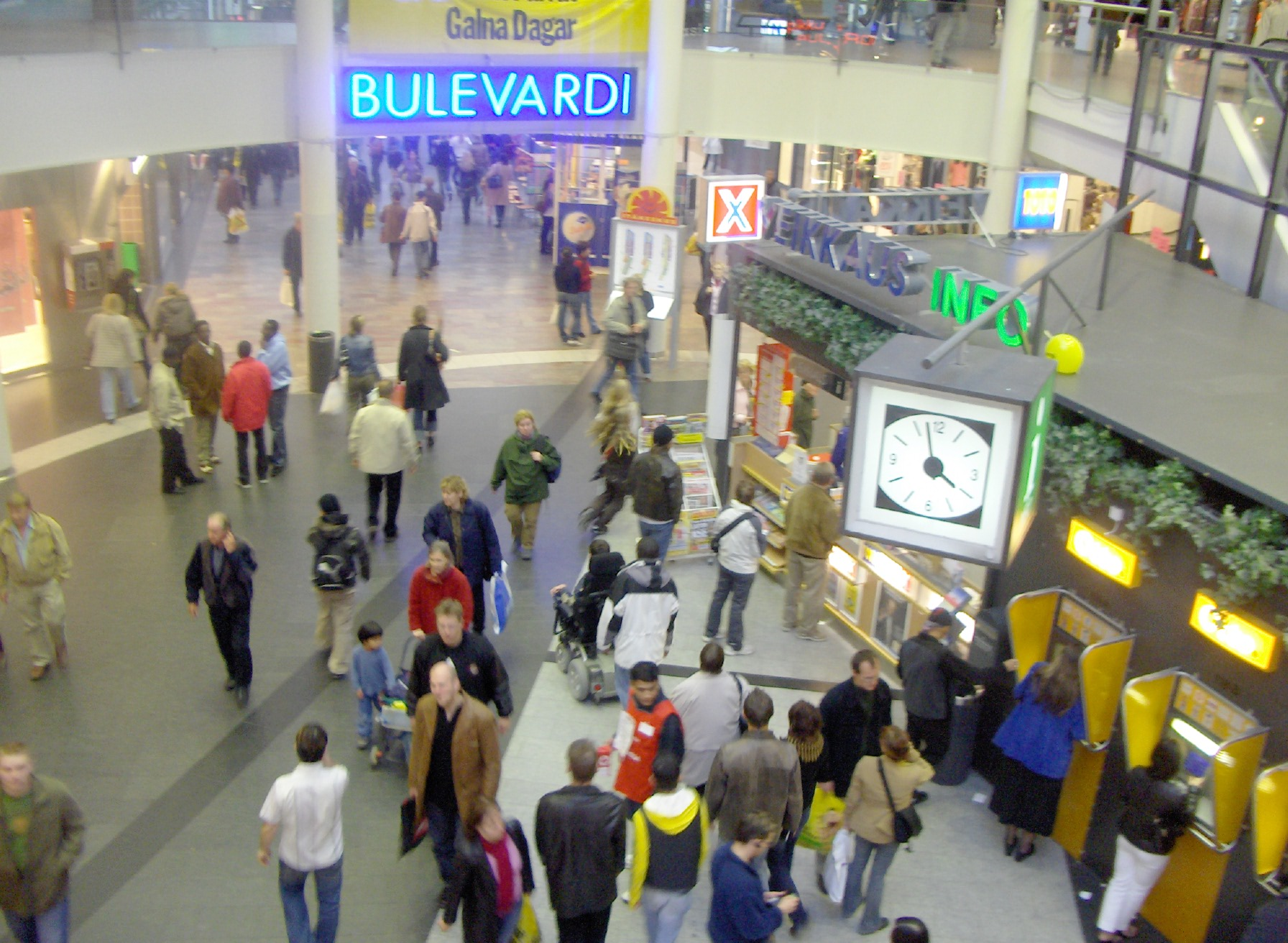
Boulevarden i köpcentrum Östra centrum.
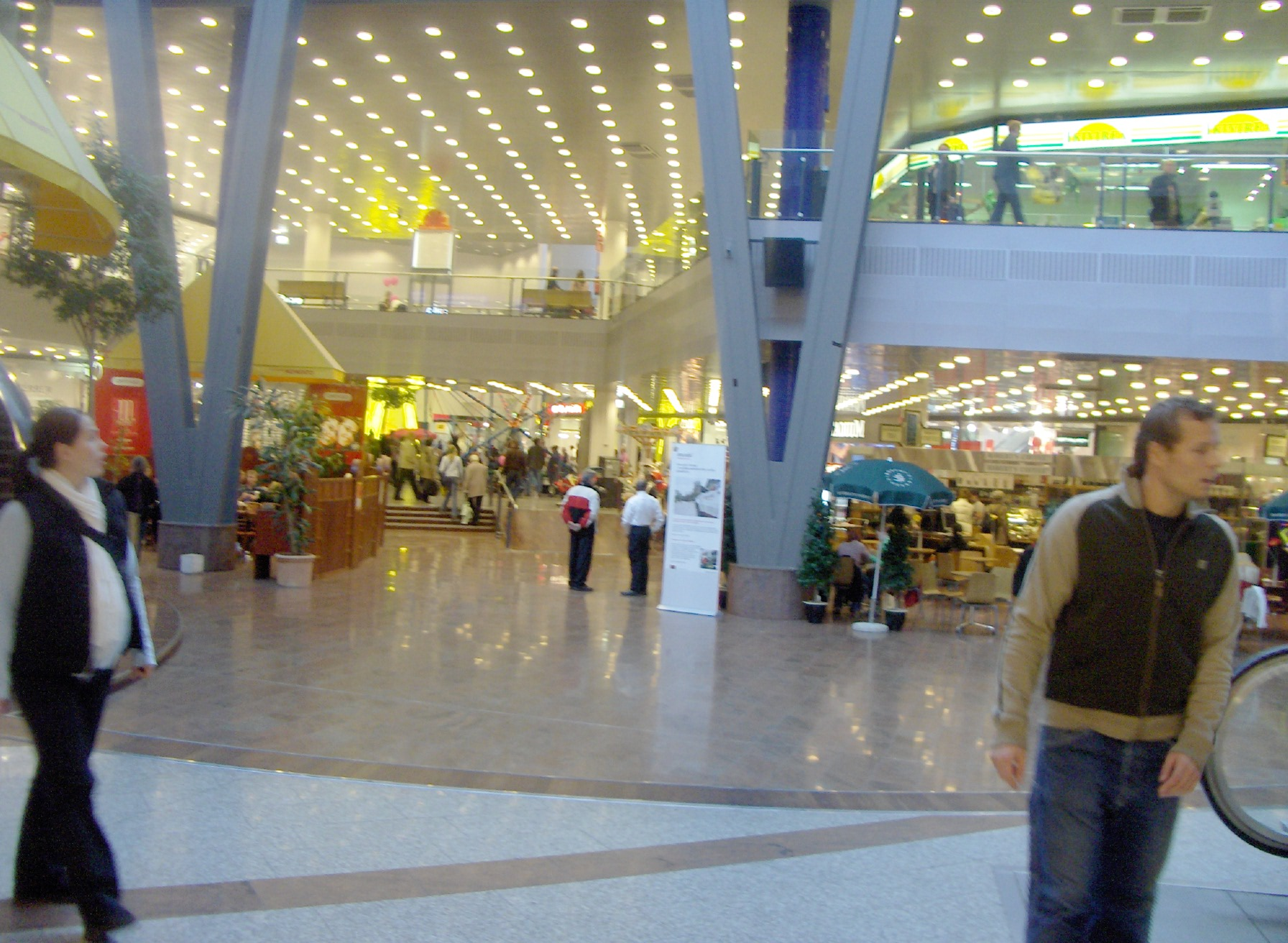
Piazza i köpcentrum Östra centrum.
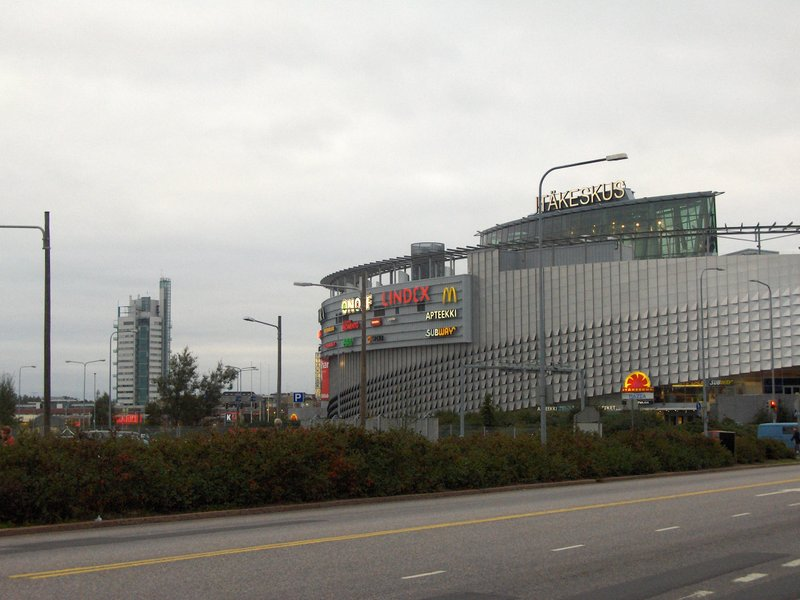
Köpcentrum Östra centrums nyaste utvidgning, Piazza.
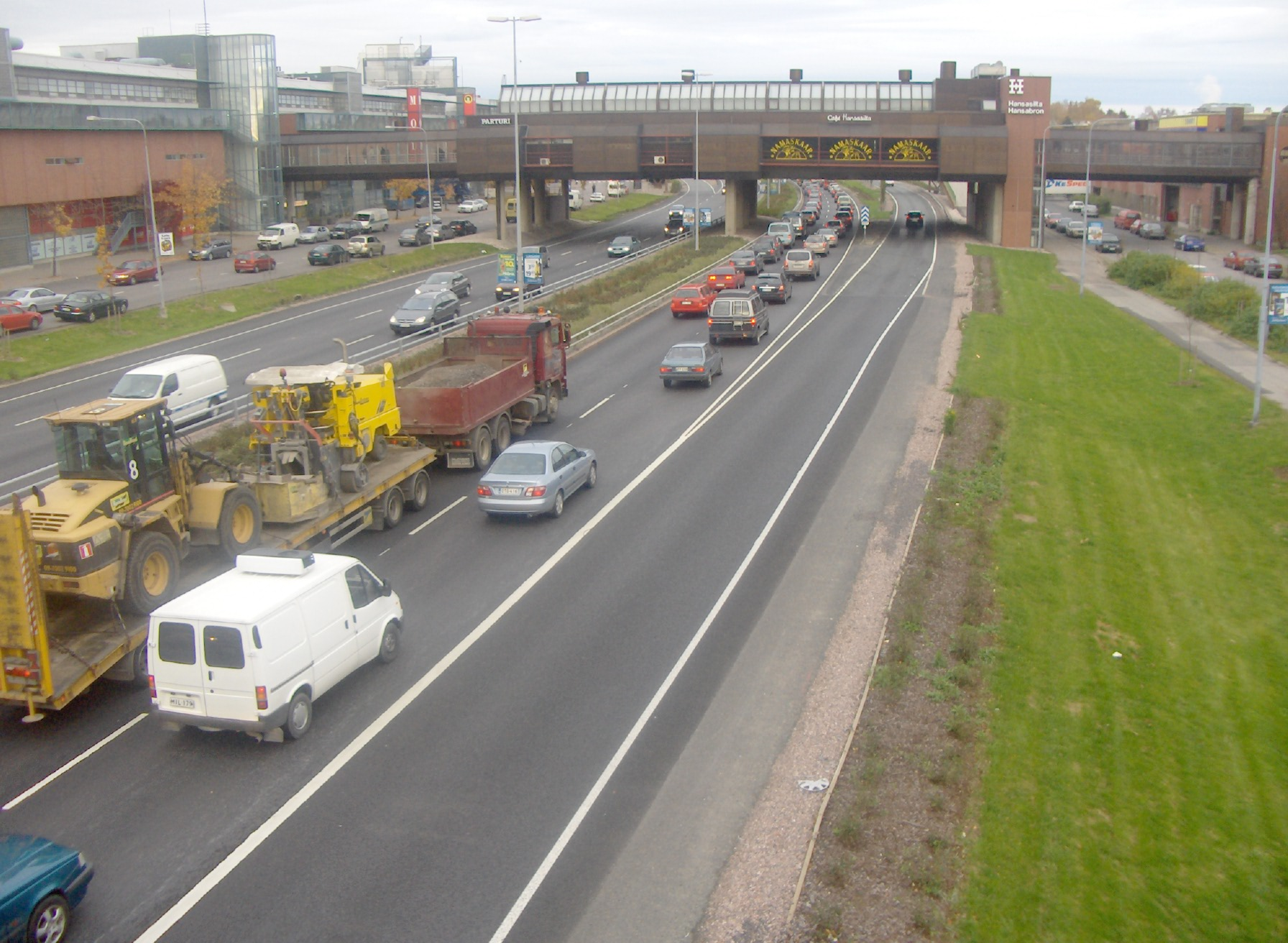
Österleden och bron från Citymarket till köpcentret.